# Петрова Людмила Миколаївна
Людмила Миколаївна Петрова (нар. 30 травня 1938, Ставрополь, СРСР) — радянський і російський вчений в галузі загального землеробства та фізіології рослин, академік РАСГН (1995), академік РАН (2013).

## Біографія
Народилася 30 травня 1938 року в Ставрополі.
У 1960 році закінчила біолого-ґрунтовий факультет МДУ.
Після закінчення навчання, з 1960 по 1961 роки працювала старшим лаборантом Центральної експериментальної лабораторії Ставропольського державного медичного інституту.
З 1961 по 1965 роки — асистент кафедри ботаніки і фізіології рослин Ставропольського СГІ.
З 1965 року по теперішній час працює в Ставропольському НДІ сільського господарства, пройшовши шлях від аспіранта до директора (1986—2002), з 2003 року — керівник біотехнологічного центру цього НДІ.
Кандидат біологічних наук (1971, дисертація «Фізіолого-біохімічні особливості харчування і формування врожаю озимої пшениці»).
У 1987 році захистила докторську дисертацію «Наукові основи інтенсифікації технології вирощування озимої пшениці в посушливих регіонах».
У 1990 році присвоєно вчене звання професора.
У 1995 році обрана академіком РАСГН.
В 2013 році стала академіком РАН (у рамках приєднання РАСГН до РАН).

## Наукова діяльність
Займається розробкою та впровадженням у виробництво систем сухого землеробства, енерго- і вологозберігаючих технологій обробки сільськогосподарських культур з використанням техніки нового покоління. Вивчає проблеми фізіології живлення, формування врожаю та якості зерна озимої пшениці.
На основі агрохімічних і фізіологічних досліджень запропонувала інтенсивні технології обробітку озимої пшениці, що забезпечують істотне зростання продуктивності, в тому числі в аридних регіонах.
Голова проблемно-координаційної Ради Північно-Кавказького регіону з біотехнології, керівник Південного відділення координаційної Ради з аридного землеробства.
Автор понад 250 наукових публікацій.

## Основні роботи
- Химия и урожай / Соавт. А. Я. Чернов. — Ставрополь, 1978. — 134 с.
- Системный анализ и моделирование для развития регионального АПК // Вестн. с.-х. науки. — 1991. — № 11. — С. 13-25.
- Вопросы экологии в системе земледелия: Сб. науч. тр. / Ставроп. НИИСХ. — Ставрополь, 1993. — 193 с.
- Экологизация земледелия в Ставрополье / Соавт. В. М. Рындин // Земледелие. — 2001. — № 2. — С. 10—12.
- Особенности почвенного плодородия в адаптивно-ландшафтном земледелии Ставрополья / Соавт.: Л. И. Желнакова и др. // Земледелие. — 2002. — № 5. — С. 4—5.
- Использование земельных ресурсов в засушливых районах Северного Кавказа // Земледелие. — 2005. — № 2. — С. 2-25.
- Система земледелия нового поколения Ставропольского края: моногр. / соавт.: В. В. Кулинцев и др.; Ставроп. НИИ сел. хоз-ва. — Ставрополь: АГРУС, 2013. — 519 с.
- Влияние технологий возделывания сельскохозяйственных культур на содержание продуктивной влаги и плотность почвы в севообороте / соавт.: В. К. Дридигер, Е. А. Кащаев // Земледелие. — 2015. — № 5. — С. 16—18.
- Повышение эффективности применения удобрений на основе отимизации систем удобрения в севооборотах Центрального Предкавказья: (к 40-летию стационара СтГАУ) / соавт.: А. Н. Есаулко, В. В. Агеев // Плодородие. — 2017. — № 1. — С. 8—11.

## Нагороди
- Орден Леніна (1987).
- Орден «Знак Пошани» (1982).
- Премія Ради Міністрів СРСР (1984).
- Заслужений діяч науки Російської Федерації (1998).
- 3 медалі СРСР, медалі ВДНГ.